# Boeckosimus caricus
Boeckosimus caricus är en kräftdjursart som beskrevs av Stebbing 1906. Boeckosimus caricus ingår i släktet Boeckosimus och familjen Lysianassidae. Inga underarter finns listade i Catalogue of Life.